# Jean-Georges Pfortzheim
Pour l’article homonyme, voir Pforzheim.
Jean-Georges Pfortzheim, né en 1745 au château de Colpach et décédé le 29 mai 1813 est un homme politique luxembourgeois.